# Gueorgui Petroussov
Gueorgui Grigorievitch Petroussov (en russe : Георгий Григорьевич Петрусов) est un photographe russe et soviétique, né en 1903 à Rostov-sur-le-Don, dans l'Empire russe et mort en 1971 à Moscou, capitale de l'Union soviétique.

## Biographie
De 1920 à 1924, il travaille dans une banque en tant que comptable, tout en s'adonnant parallèlement à la photographie, sa passion. En 1924, il part s'installer à Moscou, où il travaille comme photojournaliste pour les revues syndicales Mettalist et Rabostchi-chmik. De 1926 à 1928, il travaille pour la Pravda et se spécialise dans la photographie industrielle. De 1928 à 1930, il travaille dans le Combinat métallurgique de Magnitogorsk en tant que chef de l'information. Il réalise alors un reportage sur cette usine. Il contribue ensuite au journal SSSR na stroïke et continue de réaliser des reportages sur l'industrie lourde.
En 1931, il rejoint le groupe Octobre, et collabore alors avec des photographes d'avant-garde qui l'influencent durablement, comme Alexandre Rodtchenko ou Boris Ignatovitch (ru). Il travaille dès lors de manière plus audacieuse et expérimente de nouveaux procédés: ainsi la double exposition dans une de ses photographies les plus célèbres, la Caricature de Rodtchenko, faite aux alentours de 1933.
Pendant la Seconde Guerre mondiale, il travaille comme correspondant du front pour le bureau soviétique de l'information ainsi que pour le journal Izvestia. Il est avec les troupes lors de la Bataille de Berlin, pendant laquelle il photographie l'avancée du front et l'occupation de la ville. Entre 1957 et 1971 il travaille pour la revue Soviet Life, qui était publiée aux États-Unis par l'agence de presse RIA Novosti. En 1967, c'est-à-dire quatre ans avant sa mort, la ville de Berlin lui consacre une grande rétrospective.